# Serra de Monchique

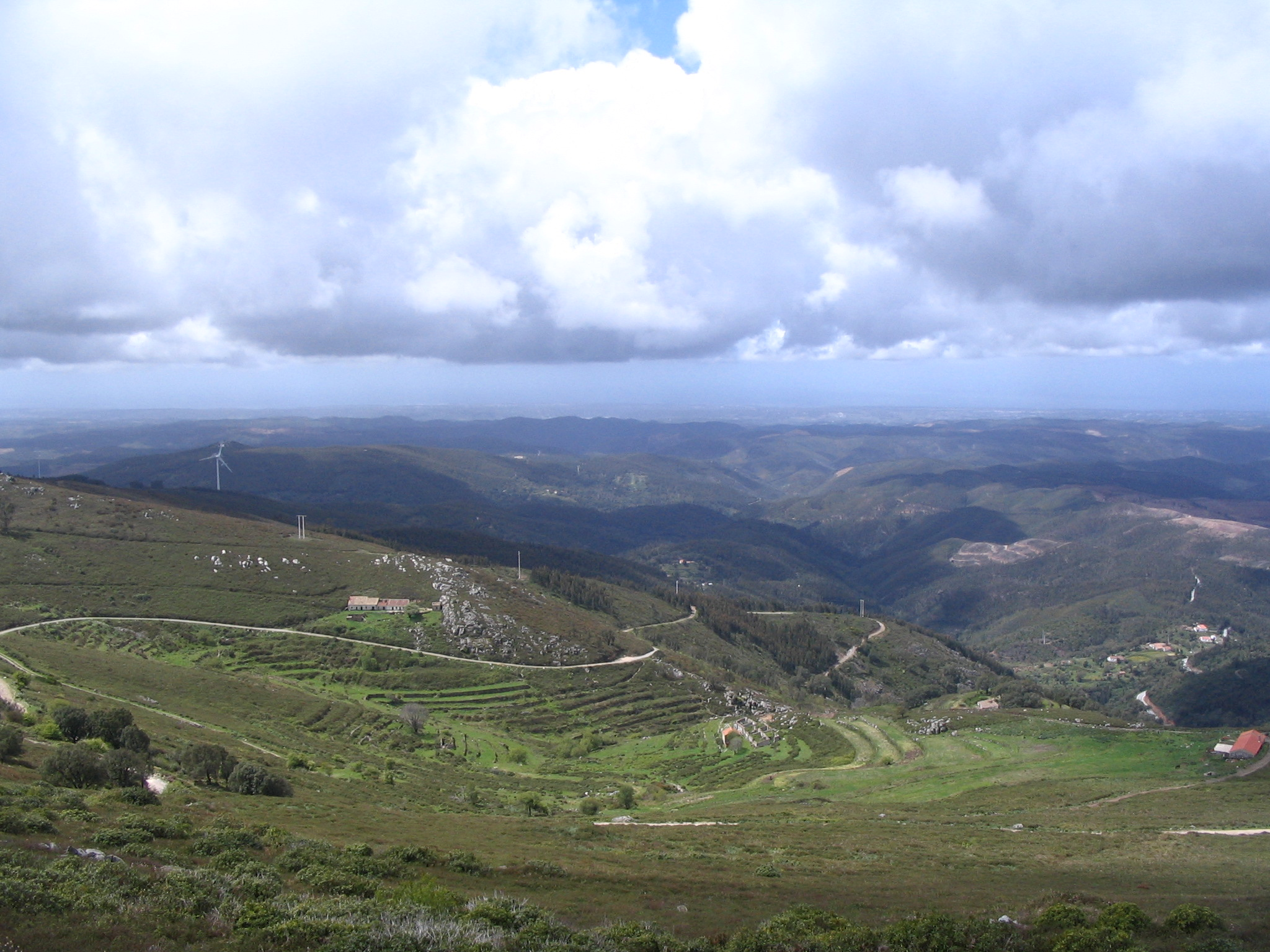
Serra de Monchique vue depuis le Foia, côté sud de la serra en direction de Portimão.

La serra de Monchique est une chaîne de montagnes de l'Algarve au Portugal. Elle est constituée de roches magmatiques plutoniques.
Le point culminant de la chaîne est le mont Fóia à 902 m d'altitude. Le mont Picota, deuxième sommet de la chaîne culmine à 773 m d'altitude et domine la ville de Monchique.
Initialement constituée de châtaigniers, mimosas, rhododendrons, chênes-lièges et pins, la forêt est menacée par les plantations d'eucalyptus et les incendies.
Ce massif de syénite à néphéline, surgi il y a 75 millions d'années, culmine à plus de 900 m au-dessus des croupes schisteuses environnantes. La serra de Monchique forme une barrière sur laquelle viennent buter les influences climatiques de l'océan Atlantique qui y entretiennent une humidité d'autant plus élevée que la roche est imperméable. L'humidité et la chaleur combinées favorisent, sur ces riches sols volcaniques, le développement d'une végétation exubérante et variée.

## Feux de forêt

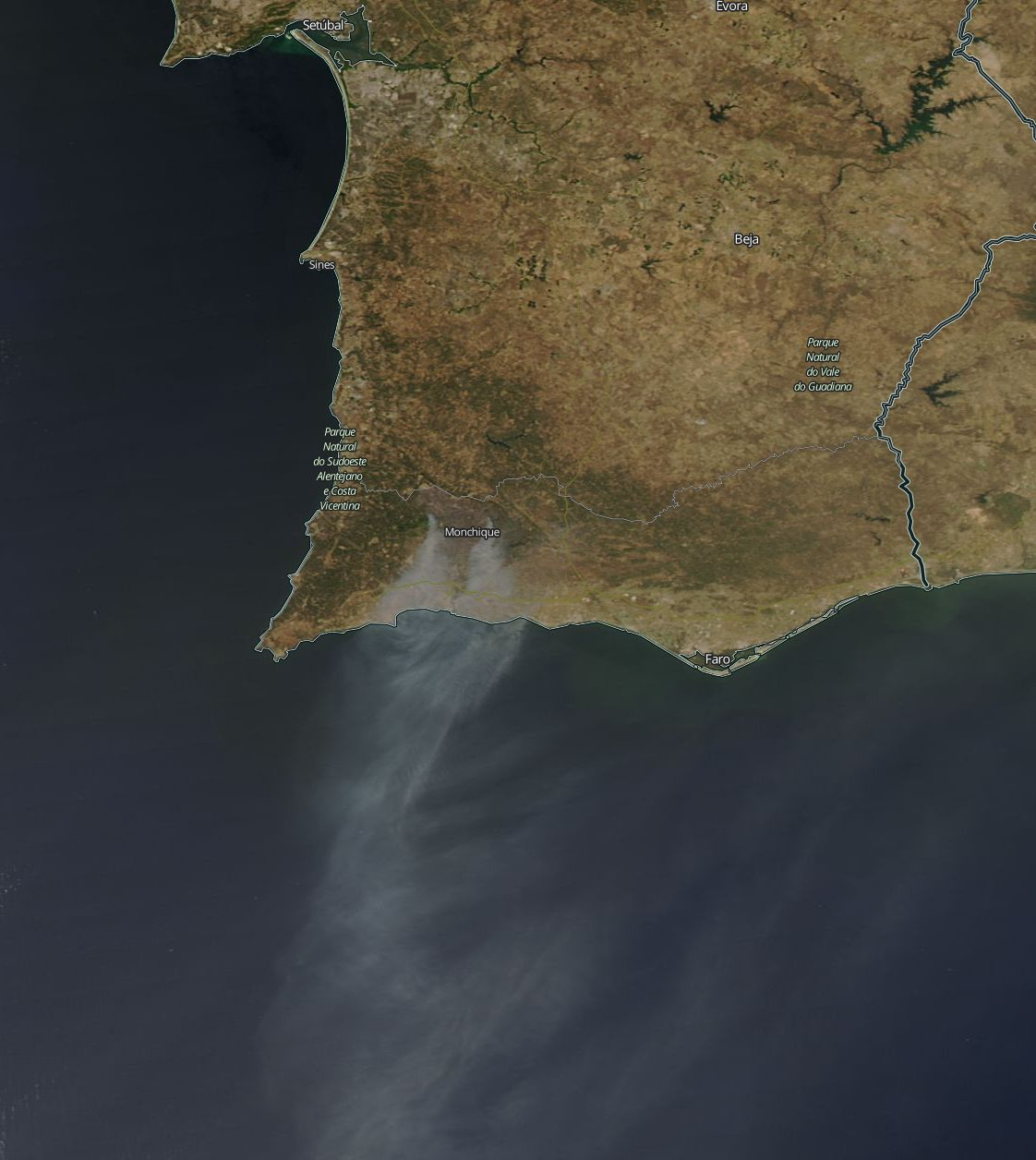
Feu de forêt de 2018

En 2003, deux incendies majeurs se sont produits qui ont brûlé 90 % du territoire de Monchique et 41 000 hectares de forêt. Le premier a été actif entre le 8 et le 18 août et le second entre le 11 et le 19 septembre,.
En septembre 2016, la forêt de Monchique a été touchée par un violent feu de forêt de « manière très explosive ».
L'incendie de 2018 s'est produit dans la serra de Monchique à partir du 3 août et a été partiellement maîtrisé le matin du 10 août. L'incendie a fait 41 blessés et a consommé une superficie forestière de 26 885hectares, ainsi que 62 premières maisons et 49 résidences secondaires.
Parmi les causes indiquées par les experts pour l'ampleur et l'incontrôlabilité du feu figurent l'excès et le manque de contrôle de la plantation d'eucalyptus, le nombre insuffisant de bandes de discontinuité, la température extrême et les difficultés d'accès,,. Plus de 72 % de la serra de Monchique est occupée par des eucalyptus. Les experts sont unanimes pour critiquer le manque d’aménagement du territoire qui a permis l’expansion incontrôlée des plantations d’eucalyptus, qui dominent rapidement le paysage.